# Eleições legislativas na Islândia em 2017
As Eleições parlamentares de 2017 foram realizadas em 28 de outubro de 2017, na Islândia, para eleger os 63 deputados do Parlamento da Islândia (Alþingi).

## Contexto político
Das eleições legislativas em 2016, emergiu um governo de coligação - o Governo Bjarni Benediktsson - composto pelo Partido da Independência, pelo Partido da Reforma e pelo Futuro Luminoso.

A legislatura de 2016-2020 não chegou, todavia, ao fim, devido ao partido Futuro Luminoso ter abandonado a coligação, na sequência de um escândalo envolvendo o pai do primeiro-ministro Bjarni Benediktsson e o seu Partido da Independência.
| Governo titular             | Primeiro-ministro   | Partidos                                    | Ideologia                                                             |
| --------------------------- | ------------------- | ------------------------------------------- | --------------------------------------------------------------------- |
| Governo Bjarni Benediktsson | Bjarni Benediktsson | Partido da Independência Partido da Reforma | Conservadorismo liberal, Liberalismo, Ecologismo, Federalismo europeu |

## Partidos concorrentes
Os principais partidos a concorreram a estas eleições foram os seguintes:
| Partido | Partido                                          | Líder                        | Ideologia                             | Espectro                 |
| ------- | ------------------------------------------------ | ---------------------------- | ------------------------------------- | ------------------------ |
|         | Partido da Independência Sjálfstæðisflokkurinn   | Bjarni Benediktsson          | Conservadorismo liberal Euroceticismo | Centro-direita a Direita |
|         | Esquerda Verde Vinstrihreyfingin - grænt framboð | Katrín Jakobsdóttir          | Eco-socialismo Euroceticismo          | Esquerda                 |
|         | Partido Pirata Píratar                           | Liderança coletiva           | Política pirata Democracia direta     | Sincrético               |
|         | Partido do Progresso Framsóknarflokkurinn        | Sigurdur Ingi Jóhannsson     | Agrarianismo Euroceticismo            | Centro-direita           |
|         | Partido da Reforma Viðreisn                      | Benedikt Jóhannesson         | Liberalismo verde Europeísmo          | Centro a Centro-direita  |
|         | Futuro Luminoso Björt framtíð                    | Óttarr Proppé                | Liberalismo social Europeísmo         | Centro                   |
|         | Aliança Social Democrática Samfylkingin          | Logi Már Einarsson           | Social democracia Europeísmo          | Centro-esquerda          |
|         | Partido do Povo Flokkur Fólksins                 | Inga Sæland                  | Direitos das pessoas com deficiência  | Esquerda                 |
|         | Partido do Centro Miðflokkurinn                  | Sigmundur Davíð Gunnlaugsson | Populismo Euroceticismo               | Centro                   |

## Resultados Oficiais
O resultado final aponta para uma perda da maioria pelos partidos no governo até aqui, sendo agora necessária uma coligação de três ou quatro partidos para formar um novo governo. Alguns partidos não superaram a barreira dos 5%, ficando assim fora do parlamento islandês.
| Partido                 | Partido                     | Votos         | %               | +/-           | Deputados     | +/-           |
| ----------------------- | --------------------------- | ------------- | --------------- | ------------- | ------------- | ------------- |
|                         | Partido da Independência    | 49 543        | 25,25 / 100,00  | 3,75          | 16 / 63       | 5             |
|                         | Movimento de Esquerda Verde | 33 155        | 16,89 / 100,00  | 0,98          | 11 / 63       | 1             |
|                         | Aliança Social Democrática  | 23 652        | 12,05 / 100,00  | 6,31‬          | 7 / 63        | 4             |
|                         | Partido do Centro           | 21 335        | 10,87 / 100,00  | Novo          | 7 / 63        | Novo          |
|                         | Partido do Progresso        | 21 016        | 10,71 / 100,00  | 0,78          | 8 / 63        | Estável       |
|                         | Partido Pirata              | 18 051        | 9,20 / 100,00   | 5,28          | 6 / 63        | 4             |
|                         | Partido do Povo             | 13 502        | 6,88 / 100,00   | 3,34‬          | 4 / 63        | 4             |
|                         | Partido da Reforma          | 13 122        | 6,69 / 100,00   | 3,79          | 4 / 63        | 3             |
|                         | Futuro Luminoso             | 2 394         | 1,22 / 100,00   | 5,94          | 0 / 63        | 4             |
|                         | Frente Popular da Islândia  | 375           | 0,19 / 100,00   | 0,11          | 0 / 63        | Estável       |
|                         | Aurora                      | 101           | 0,05 / 100,00   | 1,68          | 0 / 63        | Estável       |
| Votos Inválidos         | Votos Inválidos             | 5 531         |                 |               |               |               |
| Total                   | Total                       | 201 781       | 100,00 / 100,00 |               | 63 / 63       |               |
| Eleitorado/Participação | Eleitorado/Participação     | 248 502       | 81,20 / 100,00  | 2,01          |               |               |
| Fonte                   | Fonte                       | [ 10 ] [ 11 ] | [ 10 ] [ 11 ]   | [ 10 ] [ 11 ] | [ 10 ] [ 11 ] | [ 10 ] [ 11 ] |

| ↓  |   |   |   |   |   |   |    |
| V  | F | S | P | B | C | M | D  |
| 11 | 4 | 7 | 6 | 8 | 4 | 7 | 16 |

## Resultados por Distrito Eleitoral
A tabela apresenta os resultados dos partidos que elegeram deputados:
| Distrito eleitoral | %    | D  | %    | D  | %    | D | %    | D | %    | D | %    | D | %   | D | %   | D | %   | D | D  | Votantes |
| Distrito eleitoral | D    | D  | V    | V  | S    | S | M    | M | B    | B | P    | P | F   | F | C   | C | A   | A | D  | Votantes |
| ------------------ | ---- | -- | ---- | -- | ---- | - | ---- | - | ---- | - | ---- | - | --- | - | --- | - | --- | - | -- | -------- |
| Reykjavik Norte    | 22,6 | 3  | 21,5 | 3  | 12,8 | 1 | 7,0  | - | 5,3  | - | 13,6 | 2 | 7,1 | 1 | 8,4 | 1 | 1,4 | - | 11 | 36 733   |
| Reykjavik Sul      | 22,8 | 2  | 18,9 | 2  | 13,0 | 1 | 7,6  | 1 | 8,1  | 1 | 11,4 | 2 | 8,2 | 1 | 8,5 | 1 | 1,3 | - | 11 | 36 598   |
| Sudoeste           | 30,9 | 4  | 13,6 | 2  | 12,1 | 1 | 9,5  | 1 | 7,9  | 1 | 8,3  | 1 | 6,5 | 1 | 9,5 | 2 | 1,5 | - | 13 | 57 255   |
| Sul                | 25,2 | 3  | 11,8 | 1  | 9,6  | 1 | 14,3 | 1 | 18,6 | 2 | 7,1  | 1 | 8,9 | 1 | 3,1 | - | 1,0 | - | 10 | 28 910   |
| Noroeste           | 24,5 | 2  | 17,8 | 1  | 9,7  | 1 | 14,2 | 2 | 18,4 | 2 | 6,8  | - | 5,3 | - | 2,5 | - | 0,8 | - | 8  | 17 872   |
| Nordeste           | 20,3 | 2  | 19,9 | 2  | 13,9 | 2 | 18,6 | 2 | 14,3 | 2 | 5,5  | - | 4,3 | - | 2,1 | - | 0,7 | - | 10 | 24 409   |
| Islândia           | 25,2 | 16 | 16,9 | 11 | 12,1 | 7 | 10,9 | 7 | 10,7 | 8 | 9,2  | 6 | 6,9 | 4 | 6,7 | 4 | 1,2 | - | 63 | 201 781  |

### Reykjavik Norte
| Partido                 | Partido                     | Votos  | %             | +/-     | Deputados | +/-     |
| ----------------------- | --------------------------- | ------ | ------------- | ------- | --------- | ------- |
|                         | Partido da Independência    | 8 108  | 22,6 / 100,0  | 1,8     | 3 / 11    | Estável |
|                         | Movimento de Esquerda Verde | 7 727  | 21,5 / 100,0  | 0,6     | 3 / 11    | Estável |
|                         | Partido Pirata              | 4 885  | 13,6 / 100,0  | 5,4     | 2 / 11    | 1       |
|                         | Aliança Social Democrática  | 4 575  | 12,8 / 100,0  | 7.6     | 1 / 11    | 1       |
|                         | Partido da Reforma          | 3 013  | 8,4 / 100,0   | 3,2     | 1 / 11    | Estável |
|                         | Partido do Povo             | 2 547  | 7,1 / 100,0   | 3,3     | 1 / 11    | 1       |
|                         | Partido do Centro           | 2 509  | 7,0 / 100,0   | Novo    | 0 / 11    | Novo    |
|                         | Partido do Progresso        | 1 901  | 5,3 / 100,0   | 0,4     | 0 / 11    | Estável |
|                         | Futuro Luminoso             | 506    | 1,4 / 100,0   | 6,2     | 0 / 11    | 1       |
|                         | Frente Popular da Islândia  | 105    | 0,3 / 100,0   | Estável | 0 / 11    | Estável |
| Votos Inválidos         | Votos Inválidos             | 857    | 2,3 / 100,0   |         |           |         |
| Total                   | Total                       | 36 733 | 100,0 / 100,0 |         | 11 / 11   |         |
| Eleitorado/Participação | Eleitorado/Participação     | 46 109 | 79,7 / 100,0  | 1,8     |           |         |

### Reykjavik Sul
| Partido                 | Partido                     | Votos  | %             | +/-     | Deputados | +/-     |
| ----------------------- | --------------------------- | ------ | ------------- | ------- | --------- | ------- |
|                         | Partido da Independência    | 8 143  | 22,8 / 100,0  | 2,8     | 2 / 11    | 1       |
|                         | Movimento de Esquerda Verde | 6 750  | 18,9 / 100,0  | 1,3     | 2 / 11    | Estável |
|                         | Aliança Social Democrática  | 4 661  | 13,0 / 100,0  | 7,4     | 1 / 11    | 1       |
|                         | Partido Pirata              | 4 076  | 11,4 / 100,0  | 5,9     | 2 / 11    | Estável |
|                         | Partido da Reforma          | 3 043  | 8,5 / 100,0   | 4,2     | 1 / 11    | 1       |
|                         | Partido do Povo             | 2 914  | 8,2 / 100,0   | 3,6     | 1 / 11    | 1       |
|                         | Partido do Progresso        | 2 897  | 8,1 / 100,0   | 0,7     | 1 / 11    | Estável |
|                         | Partido do Centro           | 2 701  | 7,6 / 100,0   | Novo    | 1 / 11    | Novo    |
|                         | Futuro Luminoso             | 449    | 1,3 / 100,0   | 5,9     | 0 / 11    | 1       |
|                         | Frente Popular da Islândia  | 85     | 0,2 / 100,0   | Estável | 0 / 11    | Estável |
| Votos Inválidos         | Votos Inválidos             | 879    | 2,4 / 100,0   |         |           |         |
| Total                   | Total                       | 36 598 | 100,0 / 100,0 |         | 11 / 11   |         |
| Eleitorado/Participação | Eleitorado/Participação     | 45 607 | 80,2 / 100,0  | 1,9     |           |         |

### Sudoeste
| Partido                 | Partido                     | Votos  | %             | +/-  | Deputados | +/-     |
| ----------------------- | --------------------------- | ------ | ------------- | ---- | --------- | ------- |
|                         | Partido da Independência    | 17 216 | 30,9 / 100,0  | 3,0  | 4 / 13    | 1       |
|                         | Movimento de Esquerda Verde | 7 591  | 13,6 / 100,0  | 1,6  | 2 / 13    | 1       |
|                         | Aliança Social Democrática  | 6 771  | 12,1 / 100,0  | 7,3  | 1 / 13    | 1       |
|                         | Partido do Centro           | 5 282  | 9,5 / 100,0   | Novo | 1 / 13    | Novo    |
|                         | Partido da Reforma          | 5 277  | 9,5 / 100,0   | 3,4  | 2 / 13    | Estável |
|                         | Partido Pirata              | 4 641  | 8,3 / 100,0   | 5,3  | 1 / 13    | 1       |
|                         | Partido do Progresso        | 4 425  | 7,9 / 100,0   | 0,3  | 1 / 13    | Estável |
|                         | Partido do Povo             | 3 616  | 6,5 / 100,0   | 3,2  | 1 / 13    | 1       |
|                         | Futuro Luminoso             | 846    | 1,5 / 100,0   | 8,7  | 0 / 13    | 2       |
|                         | Frente Popular da Islândia  | 75     | 0,1 / 100,0   | 0,1  | 0 / 13    | Estável |
| Votos Inválidos         | Votos Inválidos             | 1 515  | 2,6 / 100,0   |      |           |         |
| Total                   | Total                       | 57 255 | 100,0 / 100,0 |      | 13 / 13   |         |
| Eleitorado/Participação | Eleitorado/Participação     | 69 498 | 82,4 / 100,0  | 2,3  |           |         |

### Sul
| Partido                 | Partido                     | Votos  | %             | +/-  | Deputados | +/-     |
| ----------------------- | --------------------------- | ------ | ------------- | ---- | --------- | ------- |
|                         | Partido da Independência    | 7 056  | 25,2 / 100,0  | 6,3  | 3 / 10    | 1       |
|                         | Partido do Progresso        | 5 230  | 18,6 / 100,0  | 0,5  | 2 / 10    | Estável |
|                         | Partido do Centro           | 3 999  | 14,3 / 100,0  | Novo | 1 / 10    | Novo    |
|                         | Movimento de Esquerda Verde | 3 321  | 11,8 / 100,0  | 1,6  | 1 / 10    | Estável |
|                         | Aliança Social Democrática  | 2 689  | 9,6 / 100,0   | 3,2  | 1 / 10    | Estável |
|                         | Partido do Povo             | 2 509  | 8,9 / 100,0   | 5,3  | 1 / 10    | 1       |
|                         | Partido Pirata              | 1 985  | 7,1 / 100,0   | 5,7  | 1 / 10    | Estável |
|                         | Partido da Reforma          | 871    | 3,1 / 100,0   | 4,2  | 0 / 10    | 1       |
|                         | Futuro Luminoso             | 289    | 1,0 / 100,0   | 4,8  | 0 / 10    | Estável |
|                         | Aurora                      | 101    | 0,4 / 100,0   | 1,9  | 0 / 10    | Estável |
| Votos Inválidos         | Votos Inválidos             | 860    | 3,0 / 100,0   |      |           |         |
| Total                   | Total                       | 28 910 | 100,0 / 100,0 |      | 13 / 13   |         |
| Eleitorado/Participação | Eleitorado/Participação     | 36 154 | 80,0 / 100,0  | 1,5  |           |         |

### Noroeste
| Partido                 | Partido                     | Votos  | %             | +/-  | Deputados | +/-     |
| ----------------------- | --------------------------- | ------ | ------------- | ---- | --------- | ------- |
|                         | Partido da Independência    | 4 233  | 24,5 / 100,0  | 5,0  | 2 / 8     | 1       |
|                         | Partido do Progresso        | 3 177  | 18,4 / 100,0  | 2,4  | 2 / 8     | Estável |
|                         | Movimento de Esquerda Verde | 3 067  | 17,8 / 100,0  | 0,3  | 1 / 8     | Estável |
|                         | Partido do Centro           | 2 456  | 14,2 / 100,0  | Novo | 2 / 8     | Novo    |
|                         | Aliança Social Democrática  | 1 681  | 9,7 / 100,0   | 3,4  | 1 / 8     | Estável |
|                         | Partido Pirata              | 1 169  | 6,8 / 100,0   | 4,1  | 0 / 8     | 1       |
|                         | Partido do Povo             | 911    | 5,3 / 100,0   | 2,8  | 0 / 8     | Estável |
|                         | Partido da Reforma          | 423    | 2,5 / 100,0   | 3,7  | 0 / 8     | Estável |
|                         | Futuro Luminoso             | 135    | 0,8 / 100,0   | 2,7  | 0 / 8     | Estável |
| Votos Inválidos         | Votos Inválidos             | 620    | 3,5 / 100,0   |      |           |         |
| Total                   | Total                       | 17 872 | 100,0 / 100,0 |      | 8 / 8     |         |
| Eleitorado/Participação | Eleitorado/Participação     | 21 516 | 83,1 / 100,0  | 1,8  |           |         |

### Nordeste
| Partido                 | Partido                     | Votos  | %             | +/-  | Deputados | +/-     |
| ----------------------- | --------------------------- | ------ | ------------- | ---- | --------- | ------- |
|                         | Partido da Independência    | 4 787  | 20,3 / 100,0  | 6,2  | 2 / 10    | 1       |
|                         | Movimento de Esquerda Verde | 4 699  | 19,9 / 100,0  | 0,1  | 2 / 10    | Estável |
|                         | Partido do Centro           | 4 388  | 18,6 / 100,0  | Novo | 2 / 10    | Novo    |
|                         | Partido do Progresso        | 3 386  | 14,3 / 100,0  | 5,7  | 2 / 10    | Estável |
|                         | Aliança Social Democrática  | 3 275  | 13,9 / 100,0  | 5,9  | 2 / 10    | 1       |
|                         | Partido Pirata              | 1 295  | 5,5 / 100,0   | 4,5  | 0 / 10    | 1       |
|                         | Partido do Povo             | 1 005  | 4,3 / 100,0   | 1,5  | 0 / 10    | Estável |
|                         | Partido da Reforma          | 495    | 2,1 / 100,0   | 4,4  | 0 / 10    | 1       |
|                         | Futuro Luminoso             | 169    | 0,7 / 100,0   | 2,7  | 0 / 10    | Estável |
|                         | Frente Popular da Islândia  | 110    | 0,5 / 100,0   | 0,4  | 0 / 10    | Estável |
| Votos Inválidos         | Votos Inválidos             | 800    | 3,3 / 100,0   |      |           |         |
| Total                   | Total                       | 24 409 | 100,0 / 100,0 |      | 10 / 10   |         |
| Eleitorado/Participação | Eleitorado/Participação     | 29 618 | 82,4 / 100,0  | 82,5 |           |         |

## Formação do Governo
Em 30 de novembro de 2017, foi anunciada um novo governo liderado por Katrín Jakobsdóttir da Esquerda Verde, em coligação com o Partido da Independência e o Partido do Progresso. Dos 11 ministros que compõem o novo executivo islandês, 5 são do Partido da Independência, 3 da Esquerda Verde e 3 do Partido do Progresso.
| Governo                     | Primeiro-ministro   | Partidos                                                     | Ideologia                                                                                  |
| --------------------------- | ------------------- | ------------------------------------------------------------ | ------------------------------------------------------------------------------------------ |
| Governo Katrín Jakobsdóttir | Katrín Jakobsdóttir | Esquerda Verde Partido da Independência Partido do Progresso | Ecologismo, Socialismo, Euroceticismo, Conservadorismo liberal, Euroceticismo, Liberalismo |